# أنتوني ايميكا
أنتوني ايميكا (بالإنجليزية: Anthony Emeka)‏ هو لاعب كرة قدم نيجيري في مركز الوسط، ولد في 10 أبريل 1990 في Abia ‏ في نيجيريا. لعب مع Acharnaikos F.C. ‏.

## وصلات خارجية
- أنتوني ايميكا على موقع قاعدة بيانات كرة القدم.إي يو (الإنجليزية)
- أنتوني ايميكا على موقع Soccerway.com (الإنجليزية)